# CUS Genova
Il CUS Genova è la società polisportiva dell'Università di Genova nata nel 1947 dalle ceneri del GUF Genova (Gruppo Universitario Fascista), presente nel periodo fascista.
Attualmente è attiva con una propria squadra nei seguenti sport: atletica leggera, calcio, basket, golf, hockey su prato, rugby, sci, tennis, pallavolo.

## Impianti
- Sede: via Montezovetto
- Stadio Carlini (rugby)
- Valletta Puggia (palestra per pallacanestro, pallavolo, pallamano, tiro con l'arco, scherma, sikido e judo, palestra di muscolazione, sala danza, campi da tennis e da calcio a 5)
- Stadio G. Arnaldi (hockey su prato)
- Cus Genova Golf Academy (golf)